# Gangpur
Gangpur var ett furstendöme (1804-1948) och en vasallstat i Brittiska Indien. Söder om Ranchi, norr om Sambalpur och Bamra, väster om Raigarh och öster om Singhbhum var Gangpur till 1905 en av Chutia Nagpur. Sistnämnda år inordnades staten istället under Orissa
Landskapet är mestadels slättmark, avbrutet av åsar och mindre berg. Floderna i området heter Ib och Brahmani, år grunda och kan trafikeras endast per kanot. Vid och i Ib har såväl diamanter som guld kunnat utvinnas. In i Gangpur sträcker sig också en av Indiens största förekomster av stenkol. Ur djungeln har man kunnat utvinna silke och kåda. Bland djuren märks buffel, tiger, leopard, hyena, varg, schakal och vildhund.
Vasallstatens yta var 2 492 kvadratmiles, med en befolkning 1901 på 238 896 invånare.